# Jean-Joseph Maquignaz
Jean-Joseph Maquignaz (pron. fr. AFI: [ʒɑ̃ ʒozɛf makiɲa]) (Valtournenche, 1829 – Monte Bianco, 1890) è stato un alpinista italiano.
Originario della Valtournenche (Valle d'Aosta), il suo nome è legato alla conquista del Cervino. Insieme a Jean-Antoine Carrel, è uno tra le più celebri guide alpine valdostane.
Secondo la pronuncia del patois valdostano, il suo cognome va pronunciato omettendo la "z" finale, quindi "Machignà" (makiɲa), come per molti altri toponimi e cognomi valdostani e delle regioni limitrofe (la Savoia, l'Alta Savoia e il Vallese).

## Biografia
Nel 1865 partecipa a un tentativo di ascensione al Cervino sul versante italiano, raggiungendo quota 3960 metri, lungo l'arête du Lion, insieme a Jean-Antoine Carrel, in competizione con l'inglese Edward Whymper, per la conquista della vetta.
Muratore e tagliatore di pietre di mestiere, Maquignaz aveva l'incarico di piantare i chiodi per i clienti di Carrel: Felice Giordano e Quintino Sella. Il 14 luglio 1865, Whymper raggiunge per primo la vetta lungo la cresta di Hörnli, sul versante svizzero da Zermatt (4 dei 7 membri della spedizione, tra cui Michel Croz, morirono durante la discesa). Alla vista dell'arrivo dei concorrenti, Carrel decide di rinunciare, riuscendo tuttavia nell'impresa tre giorni dopo, aprendo la via italiana al Cervino, versante universalmente ritenuto più difficile. Maquignaz non partecipò a questa impresa, dopo aver litigato con Carrel riguardo alla gestione della spedizione.
Nel settembre 1867, con suo fratello Jean-Pierre, Maquignaz apre la via diretta al Cervino interamente in territorio italiano (la via di Carrel prevedeva una deviazione sul versante svizzero lungo i Tiefenmatten e la cresta di Zmutt) a partire dal Breuil. Si tratta della via utilizzata ancora oggi. Partecipa all'apertura di altre 33 nuove vie, per clienti come John Tyndall (con il quale compie nel 1868 la prima traversata del Cervino dal Breuil a Zermatt, prima di compiere il percorso inverso 5 giorni più tardi), Felice Giordano, e la famiglia Sella: Alessandro, Corradino, Gaudenzio e Vittorio.
Il 20 luglio 1882, dopo giorni di preparazione piantando chiodi e intagliando scalini, raggiunge la Punta Sella (4009 metri) del Dente del Gigante insieme al figlio Baptiste e al nipote Daniel. I primi tentativi erano stati effettuati nel 1870, e nessuno era mai riuscito a conquistarla. L'impresa fu ripetuta il giorno successivo insieme ai cugini Sella.
Fu anche un precursore dell'alpinismo invernale, compiendo insieme a Vittorio Sella le prime ascensioni alla Punta Dufour del Monte Rosa, al Gran Paradiso, al Cervino (versante italiano), al Lyskamm e al Monte Bianco dalle Aiguilles Grises.
Nel 1888, all'età di 60 anni, compì la traversata del Monte Bianco.
Morì sul versante italiano del Monte Bianco, insieme alla guida piemontese di Balme Antonio Castagneri e con il loro cliente, il conte Umberto Scarampi di Villanova, probabilmente a causa della tempesta scatenatasi il 18/19 luglio 1890. I corpi dei tre uomini non furono mai ritrovati.
Due suoi figli, Jean-Baptise e Ange, furono guide, come il nipote Daniel Maquignaz, che partecipò a numerose prime ascensioni, sovente con il suo cliente inglese John Percy Farrar.